# Keyingham
Keyingham – wieś w Anglii, w hrabstwie East Riding of Yorkshire. Leży 15 km na wschód od miasta Hull i 245 km na północ od Londynu. W 2001 miejscowość liczyła 2302 mieszkańców.